# Evedon
Evedon est un village du Lincolnshire, en Angleterre.